# Ron Butlin
Ron Butlin (Edimburgo, 1949) es un poeta y novelista escocés que fue Edinburgh Makar (Poeta Laureado) de 2008 a 2014.

## Biografía
A la edad de once años abandonó el pequeño pueblo escocés de Hightae donde se había criado. Su traslado a la ciudad de Dumfries inició un proceso de civilización forzada del que aún tiene que recuperarse. Ni siquiera después de cuarenta años, en los que ha vivido en Londres, París y Edimburgo se siente cómodo en la ciudad. Esta diferencia es mucho más evidente en su poesía y su ficción.
A los dieciséis años hizo autostop hasta Londres, donde no hizo nada por un tiempo (era finales de los sesenta, vio a los The Rolling Stones en Hyde Park, subió en un ascensor con Paul McCartney... así era la vida en aquellos días). Finalmente se convirtió en miembro asociado de un triste y olvidado grupo emergente para el que escribió letras de canciones. En menos de ocho meses, y tras dos discos y una película de serie B, se retiró definitivamente. Sin música, sus letras hicieron todo lo posible para convertirse en poemas.
Tras la deriva durante un año en el extranjero regresó a una vida de intenso desempleo. Fue entonces cuando comenzó a escribir en serio. A lo largo de varios años hizo muy poco más. Eventualmente, sin embargo, el Gobierno decidió que era hora de que hiciera una contribución significativa a la sociedad y, como incentivo, dejó de pagarle el paro. Estimulado a la acción se convirtió en modelo masculino para los estudiantes de la Escuela Superior de Arte de Edimburgo. Además de ampliar su vida social, esto le permitió sentarse y no hacer nada durante horas y horas, dejando su imaginación completamente libre. Sus primeros poemas publicados datan de este período.
Más bien tardíamente, se convirtió en estudiante y lector de filosofía en la Universidad de Edimburgo. Hay más gente que escribe poesía que la que la lee y la compra así que, para seguir con vida, aprendió a diversificar. Comenzando con una primera línea que parecía venir de la nada y que lo llevaba a un lugar que él nunca supo que existía, se vio escribiendo relatos, novelas y hasta libretos de ópera. Además, descubrió que le gustaba trabajar con niños pequeños, ayudándoles a ponerse en contacto con su imaginación escribiendo poemas, cuentos o lo que sea. 
Ron Butlin es ahora uno de los escritores más aclamados de Escocia. Entre sus obras destaca El sonido de mi voz (ganadora de los Premios Millepages y Lucioles, ambos a la mejor novela extranjera). Ha escrito otras cinco obras en prosa así como seis libros de poesía. Su ficción y poesía han sido traducidos a más de diez idiomas.
Vive en Edimburgo con su esposa, la escritora Regi Claire, y su perro.

### Novela
- El sonido de mi voz
- Night Visits
- Belonging

### Relatos
- The Tilting Room
- Vivaldi and the Number 3
- No More Angels

### Poesía
- The Wonnerfuu Warld o John Milton
- Stretto
- Creatures Tamed by Cruelty
- The Exquisite Instrument
- Ragtime in Unfamiliar Bars
- Histories of Desire
- Without a Backward Glance

### Teatro
- The Music Box
- Blending In
- We’ve Been Had